# Polska na Letnich Igrzyskach Olimpijskich 1936
| Występy Polaków na Letnich Igrzyskach Olimpijskich 1936 |     |       |        |      |      |      |      |      |      |        |
| Sportowcy                                               | Lp. | złoto | srebro | brąz | 4 m. | 5 m. | 6 m. | 7 m. | 8 m. | Punkty |
| 144                                                     | 22. | 0     | 3      | 3    | 5    | 1    | 4    | 5    | 0    | 98     |

Polskę na Letnich Igrzyskach Olimpijskich 1936 w Berlinie reprezentowało 144 sportowców: 127 mężczyzn i 17 kobiet. Był to 4. start reprezentacji Polski na letnich igrzyskach olimpijskich.
Najmłodszym polskim zawodnikiem na tych igrzyskach była 19-letnia gimnastyczka, Matylda Ossadnik, natomiast najstarszym 42-letni strzelec, Władysław Karaś.

## Zdobyte medale
| Medale według dni | Medale według dni | Medale według dni | Medale według dni | Medale według dni | Medale według dni | Medale według dni |
| ----------------- | ----------------- | ----------------- | ----------------- | ----------------- | ----------------- | ----------------- |
| Dzień             | Data              |                   |                   |                   |                   |                   |
| Dzień 0           | 01.08             | —                 | —                 | —                 | —                 |                   |
| Dzień 1           | 02.08             | 0                 | 0                 | 1                 | 1                 |                   |
| Dzień 2           | 03.08             | 0                 | 0                 | 0                 | 0                 |                   |
| Dzień 3           | 04.08             | 0                 | 2                 | 0                 | 2                 |                   |
| Dzień 4           | 05.08             | 0                 | 0                 | 0                 | 0                 |                   |
| Dzień 5           | 06.08             | 0                 | 0                 | 0                 | 0                 |                   |
| Dzień 6           | 07.08             | 0                 | 0                 | 0                 | 0                 |                   |
| Dzień 7           | 08.08             | 0                 | 0                 | 1                 | 1                 |                   |
| Dzień 8           | 09.08             | 0                 | 0                 | 0                 | 0                 |                   |
| Dzień 9           | 10.08             | 0                 | 0                 | 0                 | 0                 |                   |
| Dzień 10          | 11.08             | 0                 | 0                 | 0                 | 0                 |                   |
| Dzień 11          | 12.08             | 0                 | 0                 | 0                 | 0                 |                   |
| Dzień 12          | 13.08             | 0                 | 0                 | 0                 | 0                 |                   |
| Dzień 13          | 14.08             | 0                 | 0                 | 1                 | 1                 |                   |
| Dzień 14          | 15.08             | 0                 | 0                 | 0                 | 0                 |                   |
| Dzień 15          | 16.08             | 0                 | 1                 | 0                 | 1                 |                   |

| Medal  | Zawodnik | Dyscyplina    | Konkurencja                       | Rezultat | Data        |
| ------ | --- | ------------- | --------------------------------- | -------- | ----------- |
| Srebro | Stanisława Walasiewicz                                                                                        | Lekkoatletyka | bieg na 100 m                     | 11,7     | 4 sierpnia  |
| Srebro | Jadwiga Wajsówna                                                                                              | Lekkoatletyka | rzut dyskiem                      | 46,22    | 4 sierpnia  |
| Srebro | Zdzisław Kawecki na koniu Bambino Seweryn Kulesza na koniu Tóska Henryk Leliwa-Roycewicz na koniu Arlekin III | Jeździectwo   | WKKW drużynowo                    | -991,70  | 16 sierpnia |
| Brąz   | Maria Kwaśniewska                                                                                             | Lekkoatletyka | rzut oszczepem                    | 41,80    | 2 sierpnia  |
| Brąz   | Władysław Karaś                                                                                               | Strzelectwo   | karabin małokalibrowy leżąc, 50 m | 296      | 8 sierpnia  |
| Brąz   | Jerzy Ustupski Roger Verey                                                                                    | Wioślarstwo   | Dwójka podwójna                   | 7:36,2   | 14 sierpnia |

## Skład reprezentacji

### Boks
- Edmund Sobkowiak – waga musza, odpadł w ćwierćfinale
- Antoni Czortek – waga kogucia, odpadł w 2. walce (2. eliminacja)
- Aleksander Polus – waga piórkowa, odpadł w ćwierćfinale
- Czesław Cyraniak – waga lekka, odpadł w 2. walce (2. eliminacja)
- Józef Pisarski – waga półśrednia, odpadł w 1. walce (1. eliminacja)
- Henryk Chmielewski – waga średnia, 4. miejsce
- Stanisław Piłat – waga ciężka, odpadł w 1. walce (2. eliminacja)

### Gimnastyka sportowa
- Klara Sierońska, Marta Majowska, Matylda Ossadnik, Wisława Noskiewicz, Janina Skirlińska, Alina Cichecka, Julia Wojciechowska, Stefania Krupa – wielobój drużynowo, 6. miejsce

### Jeździectwo
- Janusz Komorowski – konkurs skoków, 36. miejsce
- Michał Gutowski – konkurs skoków, nie ukończył
- Tadeusz Sokołowski – konkurs skoków, nie ukończył
- Henryk Leliwa-Roycewicz – WKKW, 15. miejsce
- Zdzisław Kawecki – WKKW, 18. miejsce
- Seweryn Kulesza – WKKW, 21. miejsce
- Drużyna (Komorowski, Gutowski, Sokołowski) – konkurs skoków, nie ukończyła
- Drużyna (Leliwa-Roycewicz, Kawecki, Kulesza) – WKKW, 2. miejsce (srebrny medal)

### Kajakarstwo
- Marian Kozłowski, Antoni Bazaniak – K-2, 10 000 m, 11. miejsce

### Kolarstwo
- Wacław Starzyński – szosa, 16–37. miejsce
- Stanisław Zieliński – szosa, 16–37. miejsce
- Mieczysław Kapiak – szosa, 38–99. miejsce
- Wiktor Olecki – szosa, 38–99. miejsce
- Drużyna (Starzyński, Zieliński, Kapiak, Olecki) – szosa, 6–17. miejsce

### Koszykówka
- Florian Grzechowiak, Paweł Stok, Andrzej Pluciński, Zdzisław Kasprzak, Edward Szostak, Jakub Kopowski, Ewaryst Łój, Zdzisław Filipkiewicz, Janusz Patrzykont, Zenon Różycki – 4. miejsce

### Lekkoatletyka
- Stanisława Walasiewicz – 100 m, 2. miejsce (srebrny medal)
- Jadwiga Wajsówna – rzut dyskiem, 2. miejsce (srebrny medal)
- Maria Kwaśniewska – rzut oszczepem, 3. miejsce (brązowy medal)
- Kazimierz Kucharski – 800 m, 4. miejsce
- Józef Noji – 5000 m, 5. miejsce; 10 000 m, 14. miejsce
- Bronisław Gancarz – maraton, 33. miejsce
- Kazimierz Fiałka – maraton, nie ukończył
- Tadeusz Śliwak, Antoni Maszewski, Kazimierz Kucharski, Klemens Biniakowski – sztafeta 4 × 400 m, odpadła w eliminacjach
- Jerzy Pławczyk – skok wzwyż, 22. miejsce; dziesięciobój, 9. miejsce
- Karol Hoffmann – skok wzwyż, odpadł w eliminacjach; trójskok, odpadł w eliminacjach
- Wilhelm Schneider – skok o tyczce, 6–16. miejsce
- Edward Luckhaus – trójskok, 11. miejsce
- Eugeniusz Lokajski – rzut oszczepem, 7. miejsce
- Walter Turczyk – rzut oszczepem, 10. miejsce
- Teodor Bieregowoj – chód na 50 km, 9. miejsce

### Piłka nożna
- Spirydion Albański, Henryk Martyna, Antoni Gałecki, Władysław Szczepaniak, Józef Kotlarczyk, Jan Wasiewicz, Ewald Dytko, Wilhelm Góra, Franciszek Cebulak, Ryszard Piec, Fryderyk Scherfke, Teodor Peterek, Hubert Gad, Gerard Wodarz, Walenty Musielak, Michał Matyas, Walerian Kisieliński – 4. miejsce

### Pływanie
- Roman Bocheński, Ilja Szrajbman, Helmut Barysz, Joachim Karliczek – sztafeta 4 × 200 m stylem dowolnym, odpadła w eliminacjach (dyskwalifikacja)

### Strzelectwo
- Jan Kazimierz Suchorzewski – pistolet szybkostrzelny, 7. miejsce
- Zenon Piątkowski – pistolet szybkostrzelny, 27. miejsce
- Wojciech Bursa – pistolet szybkostrzelny, odpadł po 1. serii
- Władysław Karaś – karabin małokalibrowy leżąc, 3. miejsce (brązowy medal)
- Jan Wrzosek – karabin małokalibrowy leżąc, 40. miejsce
- Antoni Pachla – karabin małokalibrowy leżąc, 44. miejsce

### Szermierka
- Roman Kantor – szpada, odpadł w półfinale
- Antoni Franz – szpada, odpadł w eliminacjach
- Antoni Franz, Roman Kantor, Rajmund Karwicki, Alfred Staszewicz, Kazimierz Szempliński, Teodor Zaczyk – szpada, 5–8. miejsce
- Antoni Sobik – szabla, 7. miejsce
- Władysław Segda – szabla, odpadł w półfinale
- Władysław Dobrowolski – szabla, odpadł w ćwierćfinale
- Władysław Dobrowolski, Adam Papée, Władysław Segda, Antoni Sobik, Marian Suski, Teodor Zaczyk – szabla, 4. miejsce

### Wioślarstwo
- Roger Verey – jedynki, odpadł w półfinale
- Ryszard Borzuchowski, Edward Kobyliński – dwójki bez sternika, 6. miejsce
- Jerzy Braun, Janusz Ślązak, Jerzy Skolimowski (sternik) – dwójki ze sternikiem, odpadła w repasażach
- Roger Verey, Jerzy Ustupski – dwójki podwójne, 3. miejsce (brązowy medal)
- Władysław Zawadzki, Bronisław Karwecki, Stanisław Kuryłłowicz, Witalis Leporowski, Jerzy Skolimowski (sternik) – czwórki ze sternikiem, odpadła w repasażach

### Zapasy
- Antoni Rokita – styl klasyczny, waga kogucia, 11–12. miejsce
- Henryk Szlązak – styl klasyczny, waga piórkowa, 7–8. miejsce
- Zbigniew Szajewski – styl klasyczny, waga lekka, 7. miejsce

### Żeglarstwo
- Leon Jensz (5 pierwszych wyścigów), Jerzy Dzięcioł (2 ostatnie wyścigi) – jole olimpijskie, 18. miejsce
- Janusz Zalewski, Stanisław Zalewski, Alfons Olszewski, Juliusz Sieradzki, Józef Szajba – R-6, 11. miejsce